# Шарлејн Харис
Шарлејн Харис (енгл. Charlaine Harris; Туника, 25. новембар 1951) америчка је ауторка специјализована за мистерије.
Најпознатија је по својој серији књига Вампири с југа, која је адаптирана као телевизијска серија Права крв. Укупно је садржала седам сезона, емитнованих од 2008. до 2014. године.

## Биографија
Рођена је 25. новембра 1951. у Туники. У току школовања писала је песме о духовима и тинејџерској заљубљености, а током похађања колеџа Роудс у Мемфису драме. Неколико година касније почела је да пише и романе, који су је прославили.
Након два независна романа из домена мистерије започела је писање серијала књига „Аурора Теагарден”. Прва књига у серијалу Real Murders била је номинована за награду Агата, која се додељује за најбоља дела из жанра мистерија и трилера, за 1990. годину. Написала је неколико књига у серији пре средине 1990-их, када је почела да се бави другим делима. Серију је наставила 1999. године, са изузетком једне кратке приче у антологији Убиство, написала је.
Године 1996. објавила је прву у серији књига „Шекспир”, а пету у низу на јесен 2001, након чега је уследила кратка прича Dead Giveaway, објављена у Ellery Queen's Mystery Magazine децембра, када је прогласила завршетак серијала.
Недуго затим је објавила први роман из серијала Вампири с југа, познат као серијал о Суки Стекхаус, а најпознатији као Права крв, серија снимљена по њеним књигама. Први део серијала, роман Мртав до мрака, освојио је награду Антхонy за најбољу мистерију 2001. године. Цео серијал је до сада продат у двадесет и пет милиона примерака и преведен у више од четрдесет земаља. Неке од њих су Аустралија, Нови Зеланд, Јапан, Шпанија, Грчка, Немачка, Холандија, Белгија, Француска, Италија, Аргентина, Пољска, Србија, Бразил, Велика Британија, Ирска, Мексико, Норвешка, Финска, Шведска, Данска, Литванија, Мађарска, Бугарска, Португал, Исланд, Чешка, Румунија, Естонија и Израел. Представља један од најпопуларнијих вампирских серијала свих времена. Последњи роман у серијалу Dead Ever After објављен је у мају 2013. године. Додатна књига After Dead објављена је у октобру. Роман Живи мртваци у Даласу освојио је награду Лорд Рутвен за фикцију 2003, а антологија The Complete Sookie Stackhouse Stories исту награду 2018.
Октобра 2005. је започела нови серијал Harper Connelly Mysteries, а 2014. Cemetery Girl заједно са Кристофером Голденом и илустратором Доном Крејмером.
Члан је Мистериозних писаца Америке и Америчке лиге писаца трилера, као и члан одбора Сестара у злочину. Била је председница Савеза писаца мистерија у Арканзасу до 2017. године. Удата је, има троје деце и двоје унучади. Некада се бавила дизањем тегова и каратеом, а сада је пасионирани читалац књига и филмофил. Живела је у Арканзасу, где је била старешина епископалне цркве Светог Џејмса, а од 2017. живи у Тексасу.

### Аурора Теагарден серијал (1990–данас)
1. Real Murders (1990)  0-8027-5769-3
2. A Bone to Pick (1992)  0-8027-1245-2
3. Three Bedrooms, One Corpse (1994)  0-684-19643-3
4. The Julius House (1995)  0-684-19640-9
5. Dead Over Heels (1996)  0-684-80429-8
6. "Deeply Dead" in Murder, They Wrote
7. A Fool and His Honey (1999)  0-312-20306-3
8. Last Scene Alive (2002)  0-312-26246-9
9. Poppy Done to Death (2003)  0-312-27764-4
10. All the Little Liars (2016)  1250090032
11. Sleep Like a Baby (2017)  978-1-250-09006-5

### Шекспиров серијал (1996–2001)
1. Shakespeare's Landlord (1996)  0-312-14415-6
2. Shakespeare's Champion (1997)  0-312-17005-X
3. Shakespeare's Christmas (1998)  0-312-19330-0
4. Shakespeare's Trollop (2000)  0-312-26228-0
5. Shakespeare's Counselor (2001) 0-312-27762-8

5.1. Dead Giveaway објављен у Ellery Queen Mystery Magazine (децембар 2001)

### Суки Стекхаус серијал (2001–2014)
| #    | Назив                                                               | Датум објављивања  | ISBN          |
| ---- | ------------------------------------------------------------------- | ------------------ | ------------- |
| 1    | Dead Until Dark                                                     | Мај 2001.          | 0-441-00853-4 |
| 2    | Living Dead in Dallas                                               | Март 2002.         | 0-441-00923-9 |
| 3    | Club Dead                                                           | Мај 2003.          | 0-441-00923-9 |
| 4    | Dead to the World                                                   | Март 2004.         | 0-441-01167-5 |
| 4.1  | Fairy Dust                                                          |                    |               |
| 4.2  | Dracula Night                                                       |                    |               |
| 4.3  | Dancers in the Dark                                                 |                    |               |
| 5    | Dead as a Doornail                                                  | Мај 2005.          | 0-441-01279-5 |
| 5.1  | One Word Answer                                                     |                    |               |
| 6    | Definitely Dead                                                     | Мај 2006.          | 0-441-01400-3 |
| 6.1  | Tacky                                                               |                    |               |
| 7    | All Together Dead                                                   | Мај 2007.          | 0-441-01494-1 |
| 7.1  | Lucky                                                               |                    |               |
| 8    | From Dead to Worse                                                  | Мај 2008.          | 0-441-01589-1 |
| 8.1  | Gift Wrap                                                           |                    |               |
| 8.2  | Bacon                                                               |                    |               |
| 9    | Dead and Gone                                                       | Мај 2009.          | 0-441-01715-0 |
| 9.1  | The Britlingens Go to Hell                                          |                    |               |
| 9.2  | Dahlia Underground                                                  |                    |               |
| 10   | Dead in the Family                                                  | Мај 2010.          |               |
| 10.1 | Two Blondes                                                         |                    |               |
| 10.2 | Small-Town Wedding                                                  |                    |               |
| 10.3 | A Very Vampire Christmas                                            | Децембар 2010.     |               |
| 11   | Dead Reckoning                                                      | Мај 2011.          |               |
| 11.1 | Death by Dahlia                                                     |                    |               |
| 12   | Deadlocked                                                          | Мај 2012.          |               |
| 12.1 | If I Had a Hammer                                                   |                    |               |
| 12.2 | Playing Possum                                                      |                    |               |
| 13   | Dead Ever After                                                     | Мај 2013.          |               |
| 13.1 | The Blue Hereafter                                                  |                    |               |
| 14   | After Dead: What Came Next                                          | 29. октобар 2013.  |               |
| 15   | Dead But Not Forgotten: Stories from the World of Sookie Stackhouse | 25. новембар 2014. |               |

### Серијал Харпер Конели (2005–2009)
1. Grave Sight (2005)  0-425-20568-1
2. Grave Surprise (2006)  0-425-21203-3
3. An Ice Cold Grave (2007)  0-425-21729-9
4. Grave Secret (2009)  0-441-01830-0;  978-0-441-01830-7

#### Графички романи
1. Grave Sight Part 1 (јун 2011)  1-60690-229-6
2. Grave Sight Part 2 (новембар 2011)  1606902393
3. Grave Sight Part 3 (март 2012)  1606902695

### Серијал са Кристофером Голденом
1. Book One: The Pretenders (2014)  978-0-857-38908-4.[16]
2. Book Two: Inheritance (2015)  978-0425256671
3. Book Three: Haunted (2018)

### Midnight, Texas Trilogy(2014–2016)
1. Midnight Crossroad (мај 2014)
2. Day Shift (мај 2015)
3. Night Shift (мај 2016)

### Gunnie Rose
1. An Easy Death (2018)
2. A Longer Fall (2020)
3. The Russian Cage (2021)
4. The Serpent in Heaven (2022)
5. All the Dead Shall Weep (2023)

### Самостални
- Sweet and Deadly (1981)  0-395-30532-2.
- A Secret Rage (1984)  0-395-35323-8
- Layla Steps Up (2010)
- A Taste of True Blood (2010)
- Indigo (2017)

### Зборници
| Назив                                  | Садржај | Датум објављивања      | ISBN                                                     |
| -------------------------------------- | --- | ---------------------- | -------------------------------------------------------- |
| Murder, They Wrote                     | Deeply Dead | 1997.                  | 1-57297-194-0                                            |
| Powers of Detection                    | Fairy Dust | Октобар 2004.          |                                                          |
| Night's Edge                           | Dancers in the Dark | Октобар 2004.          | 0-373-77010-3                                            |
| Bite                                   | One Word Answer | Септембар 2005.        |                                                          |
| My Big, Fat Supernatural Wedding       | Tacky | Октобар 2006.          | 0-312-34360-4                                            |
| Many Bloody Returns                    | Dracula Night | Септембар 2007.        |                                                          |
| Blood Lite                             | An Evening with Al Gore | Октобар 2008.          | 1-4165-6783-6                                            |
| Wolfsbane and Mistletoe                | Gift Wrap | Октобар 2008.          |                                                          |
| Unusual Suspects                       | Lucky | Децембар 2008.         | 0-441-01637-5                                            |
| Strange Brew                           | Bacon | Јул 2009.              |                                                          |
| Must Love Hellhounds                   | The Britlingens Go to Hell | Септембар 2009.        |                                                          |
| Sookie Stackhouse 8 Copy Boxed Set     | Dead Until Dark Living Dead in Dallas Club Dead Dead to the World Dead as a Doornail Definitely Dead All Together Dead From Dead to Worse                                                                            | Септембар 2009.        |                                                          |
| Between the Dark and Daylight          | Lucky | Септембар 2009.        | 9781606480595                                            |
| A Touch of Dead                        | Fairy Dust Dracula Night One Word Answer Lucky Gift Wrap | Октобар 2009.          | 0-441-01197-7                                            |
| Crimes by Moonlight                    | Dahlia Underground | Април 2010.            | 9780425235638                                            |
| Death's Excellent Vacation             | Two Blondes | Август 2010.           |                                                          |
| Delta Blues                            | Crossroads Bargain | 2010.                  | 1935562061                                               |
| Home Improvement: Undead Edition       | If I Had a Hammer | Август 2011.           |                                                          |
| The Sookie Stackhouse Companion        | Small-Town Wedding | Август 2011.           |                                                          |
| An Apple for the Creature              | Playing Possum | Септембар 2012.        |                                                          |
| Down These Strange Streets             | Death by Dahlia | Октобар/Новембар 2011. |                                                          |
| The World of Sookie Stackhouse         | After Dead: What Came Next | Октобар 2013.          |                                                          |
| Games Creatures Play                   | The Blue Hereafter | Априла 2014.           |                                                          |
| Inherit the Dead                       | Five | 2014.                  | 9781451684759                                            |
| Urban Allies                           | Blood for Blood | 2016.                  |                                                          |
| Matchup                                | Dig Here | 2017.                  | 9781501141591                                            |
| The Complete Sookie Stackhouse Stories | Fairy Dust (2004) Dracula Night (2007) One Word Answer (2005) Lucky (2008) Gift Wrap (2008) Two Blondes (2010) Small-Town Wedding (2011) If I Had a Hammer (2011) Playing Possum (2012) In the Blue Hereafter (2014) | Новембар 2017.         | 9780399587597 (тврди повез), 9780399587603 (електронски) |
| Heroic Hearts                          | The Return of the Mage | 2022.                  |                                                          |

### Као уредник
- Many Bloody Returns (септембар 2007; коуредник са Тони Келнер)
- Wolfsbane and Mistletoe (октобар 2008; коуредник са Тони Келнер)
- Crimes by Moonlight (април 2010)
- Death's Excellent Vacation[17] (август 2010; коуредник са Тони Келнер)
- Home Improvement: Undead Edition (август 2011; коуредник са Тони Келнер)
- An Apple for the Creature (септембар 2012; коуредник са Тони Келнер)